# Seznam ameriških gasilcev
Seznam ameriških gasilcev.

## A
Red Adair - 

## B
Steve Buscemi - 